# Abbaye Sainte-Marie de Souillac
Pour les articles homonymes, voir Abbaye Sainte-Marie.
L'abbaye Sainte-Marie de Souillac est une ancienne abbaye bénédictine située à Souillac dans le département du Lot.

## Histoire
Lorsque les bénédictins s'installent dans la plaine de Souillès - ainsi nommée d'un mot local « souilh » signifiant lieu boueux et marécageux -, ils remplacent une communauté fondée, d'après la tradition, par saint-Éloi. Les moines assèchent sans relâche et transforment le marécage en un riche domaine. Plusieurs fois ruinée et saccagée pendant la guerre de Cent Ans, l'abbaye se relève grâce à la ténacité des abbés, mais les guerres de Religion lui causent des dommages encore plus grands. Reconstruite au XVe siècle, et rattachée alors à la congrégation de Saint-Maur, l'abbaye cesse d'exister à la Révolution, ses bâtiments étant transformés en magasin des tabacs.
L'église abbatiale Sainte-Marie est devenue l'église paroissiale de Souillac, en lieu et place de l'église Saint-Martin, partiellement détruite lors des guerres de religion et définitivement désaffectée en 1829.

## Architecture
L'église remonte au XIIe siècle et s'apparente aux édifices de style byzantin tels que Périgueux avec la cathédrale Saint-Front et Cahors avec la cathédrale Saint-Étienne en connaissent, mais elle est plus évoluée dans ses formes, plus légère dans son élévation. De l'extérieur on admire un ravissant chevet aux absidioles pentagonales, et une étonnante tour. Le transept est particulièrement important, tandis que le chœur, polygonal, s'ouvre sur plusieurs chapelles.
À l'intérieur, des reliefs proviennent du projet avorté d'un grand porche occidental qui aurait dû ressembler à celui de Moissac et qui ne fut jamais réalisé. Ils présentent sur trois registres la légende de Théophile, qui vendit son âme au diable et la préparation au sacrifice d'Isaac. À droite (en regardant le portail), on observe le très curieux « pilier de Souillac », enchevêtrement impressionnant de monstres, à la finalité indéfinie faute de documents. Du même côté, on remarque la prodigieuse figure du prophète Isaïe, chef-d’œuvre de l’ensemble, et qui devrait être considérée comme une œuvre marquante de la sculpture mondiale.

## Mobilier
L'église conserve des objets d'art de différentes époques et provenances. Il faut particulièrement noter sur la paroi nord, un tableau d'Eustache Le Sueur, un curieux et remarquable polyptyque de tradition médiévale datable au plus tôt de la première moitié du XVIIe siècle et surtout une œuvre majeure de Théodore Chassériau, Le Christ au Jardin des Oliviers (1844). Un éclairage et une mise en valeur de ce tableau de grande qualité sont prévus dans un bref délai.
L'abbatiale possède aussi les restes d'un retable baroque, consistant en un tableau en bas-relief représentant Dieu le père bénissant, conservé dans l'antichambre de l'orgue. Probablement placé dans le registre supérieur d'un retable et surplombant la grande Crucifixion exposée dans la nef, ce bas-relief en bois doré et polychrome est apparenté stylistiquement aux œuvres de la famille Tournié de Gourdon.
De nombreux objets sont référencés dans la base Palissy.

## Galerie

Extérieur
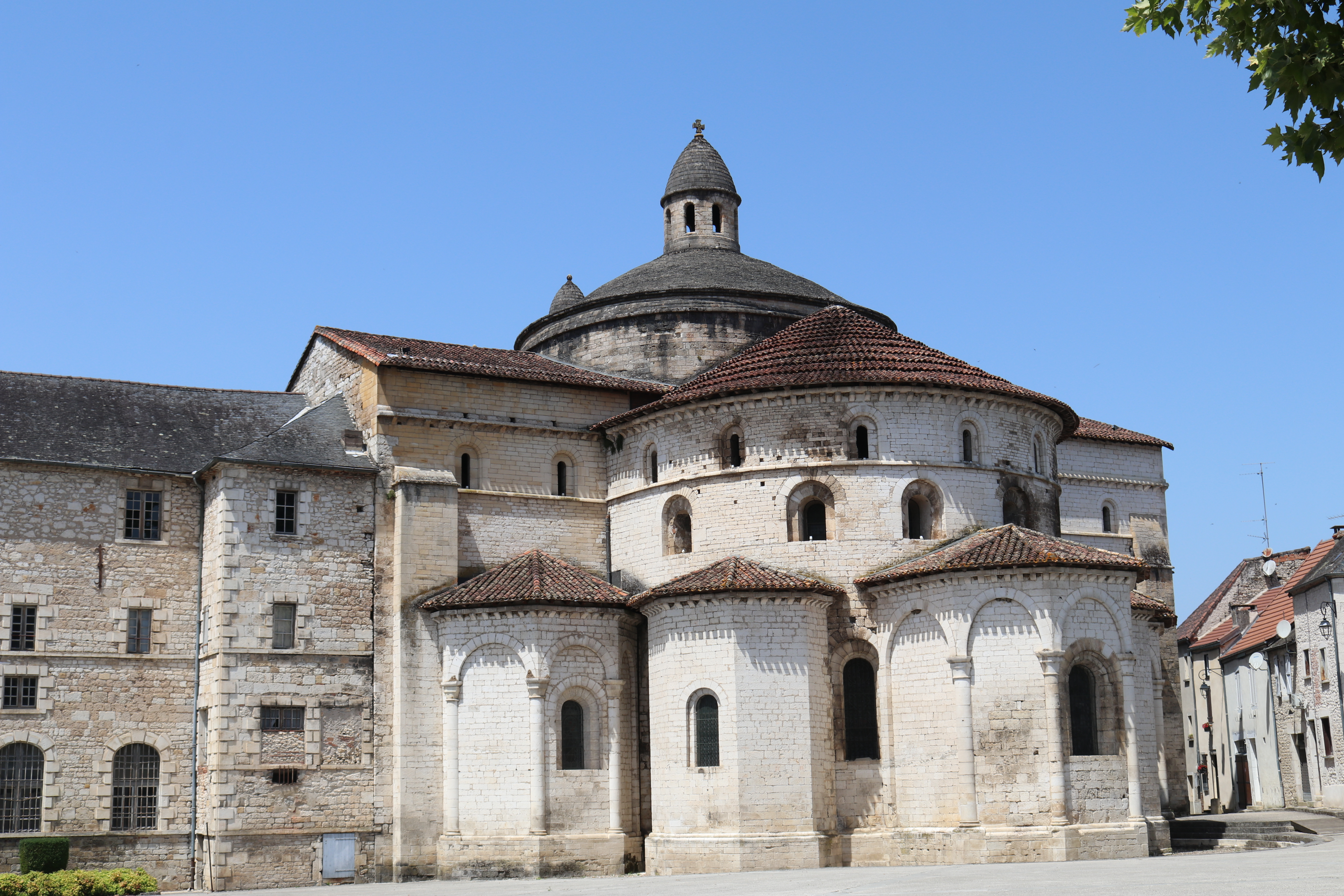
Chevet de l'église.
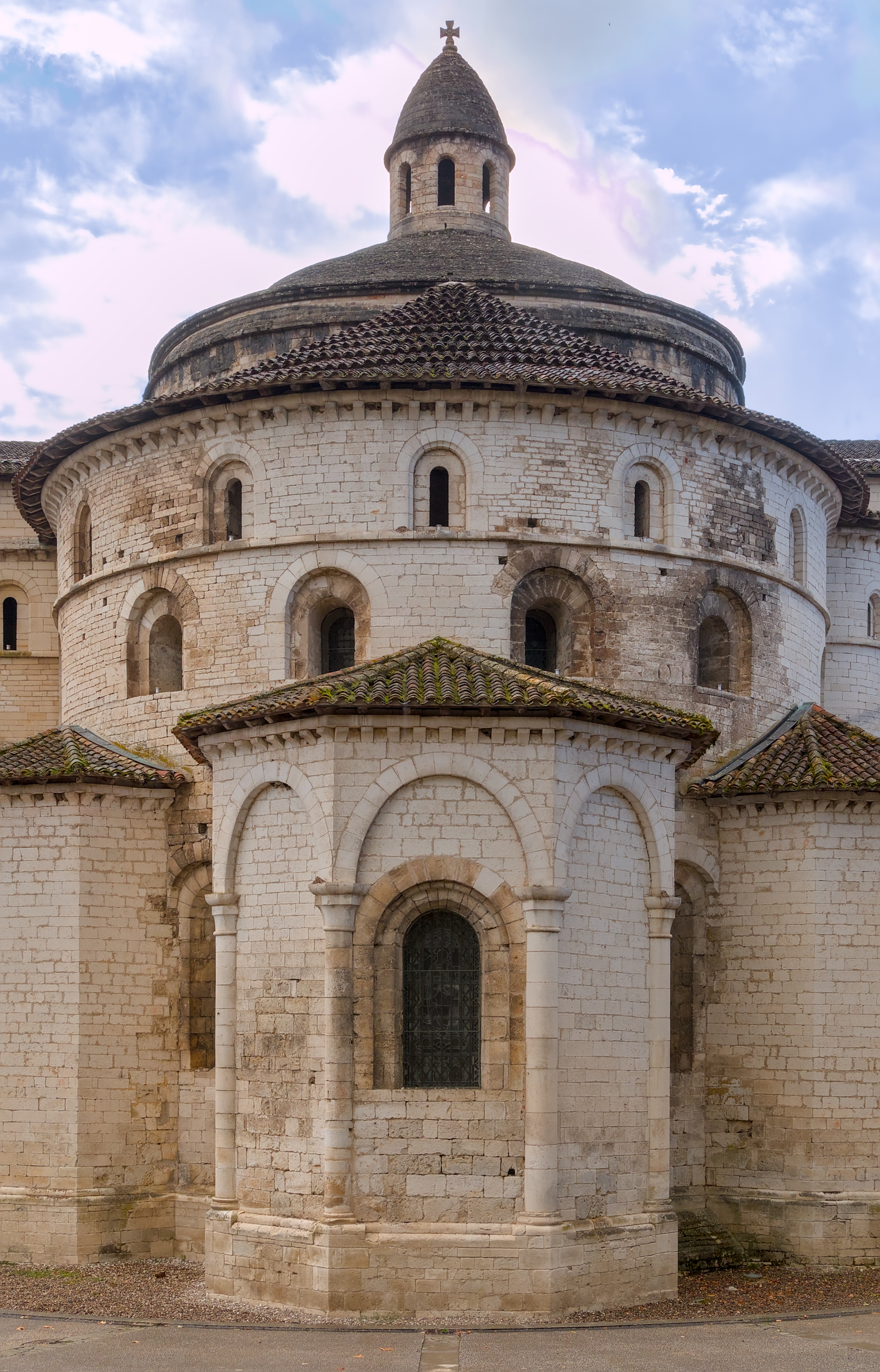
Idem.
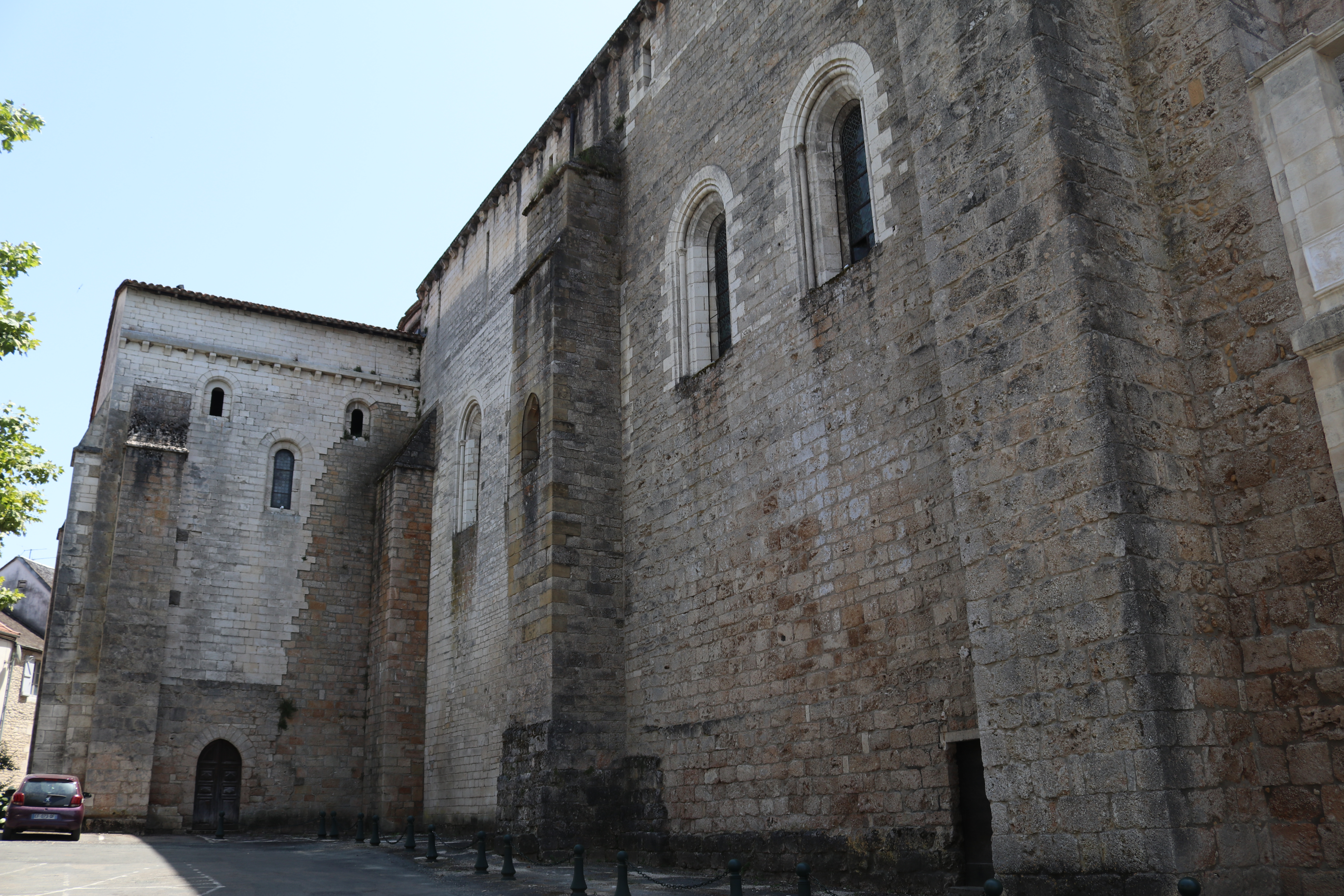
Une partie des murs sobres de l'édifice.

Intérieur
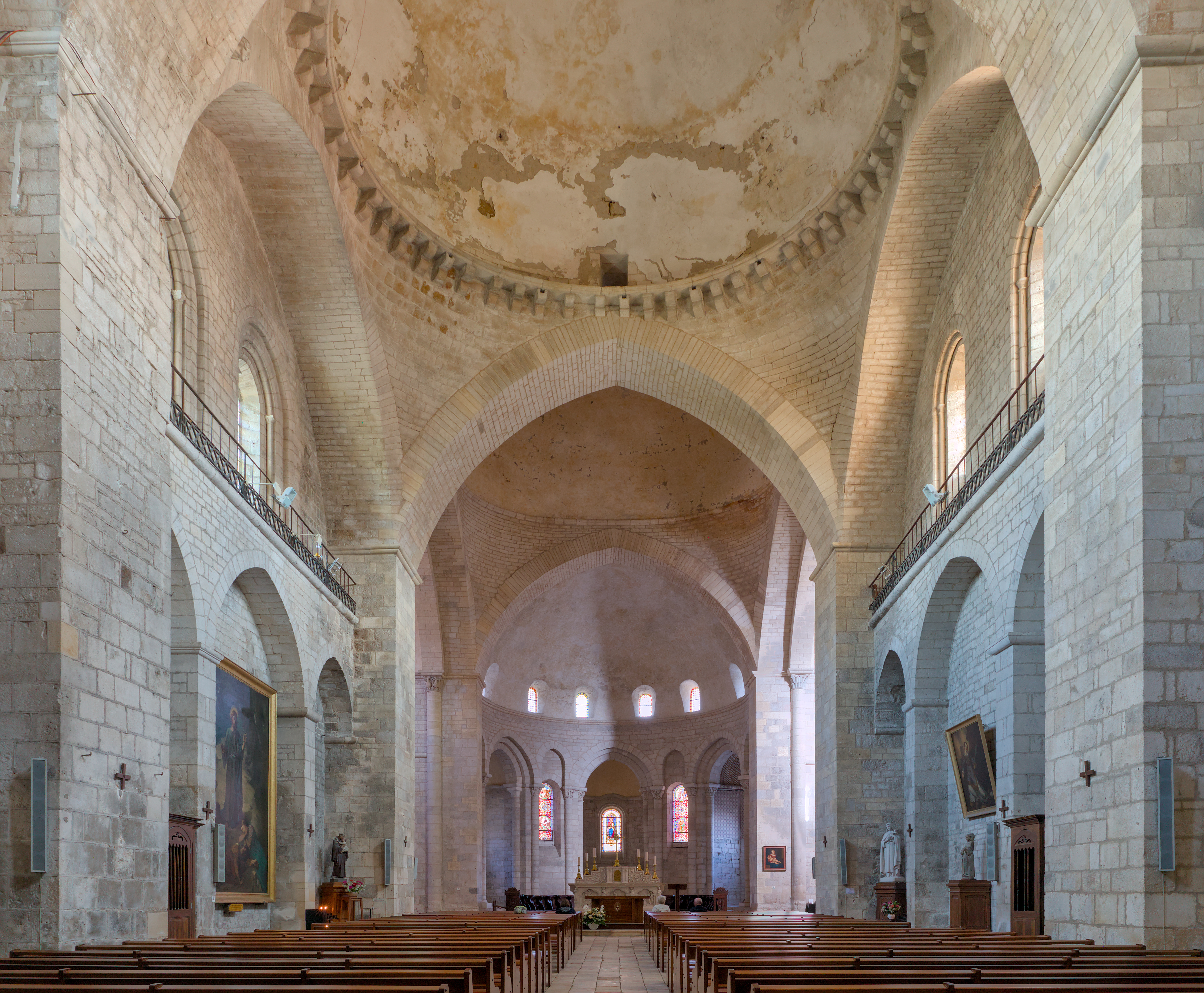
Vue générale de la nef.
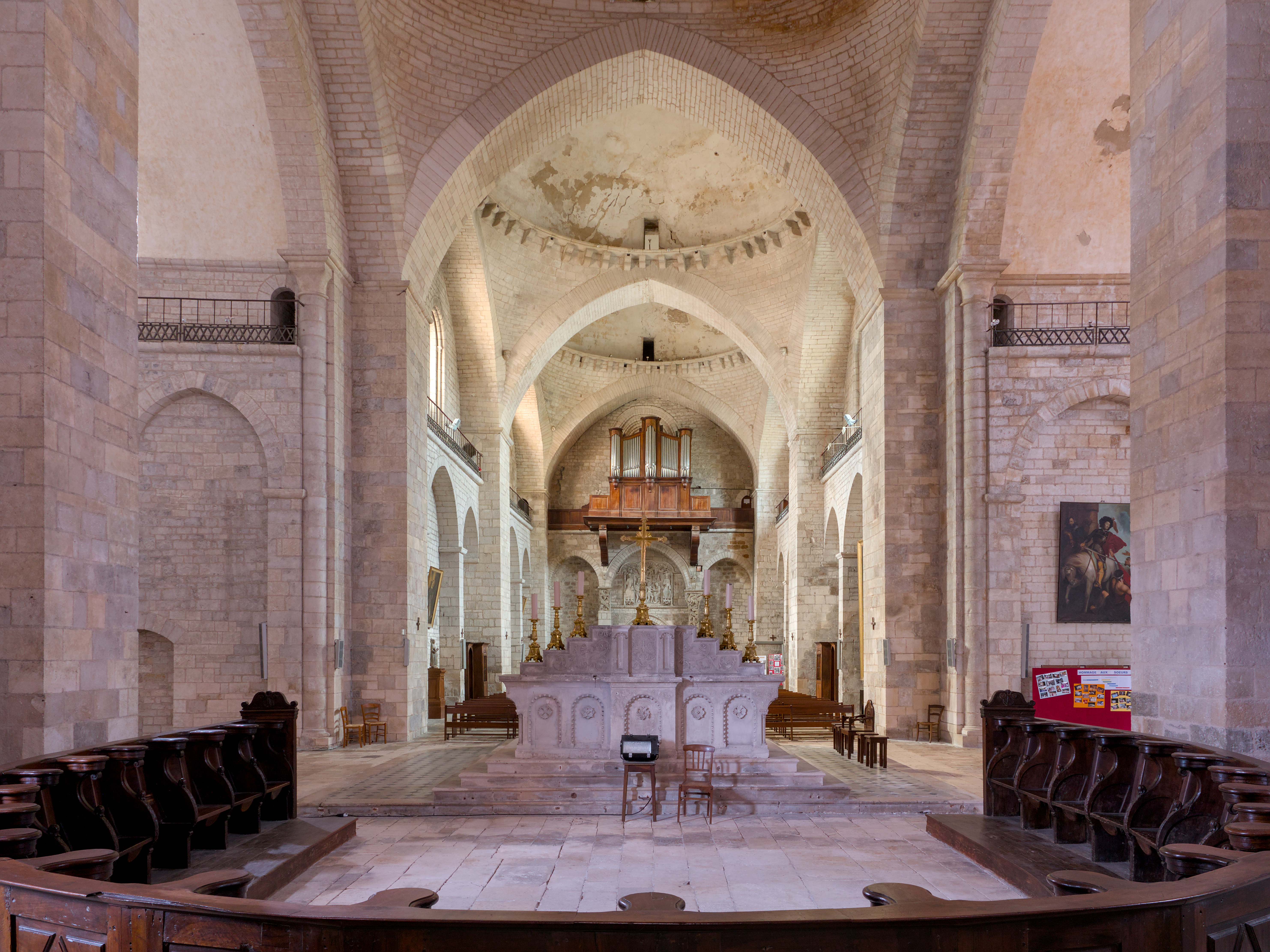
La nef vue depuis le chœur.
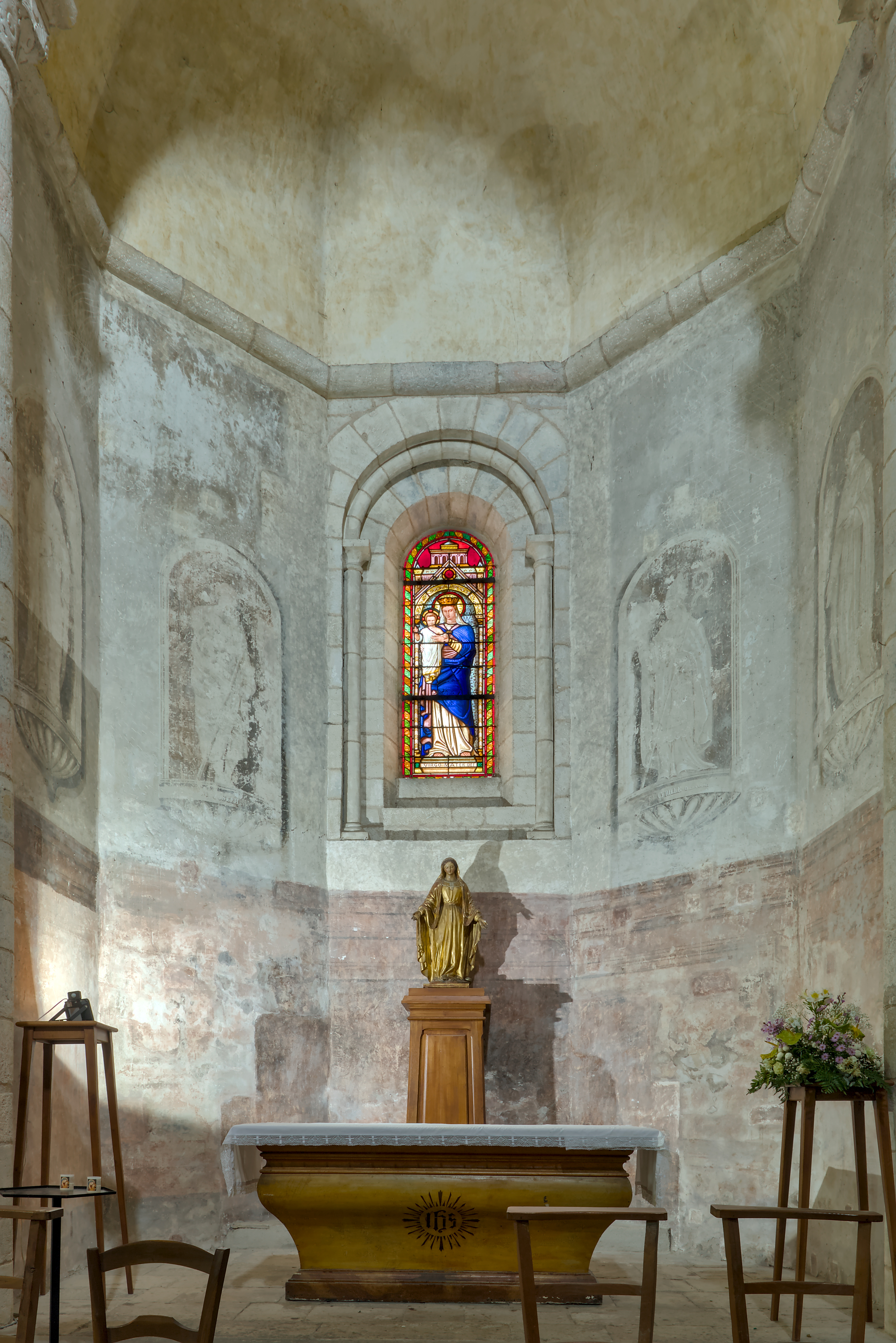
La chapelle Notre-Dame, avec des grisailles en trompe-l'oeil du XVIIIe siècle.
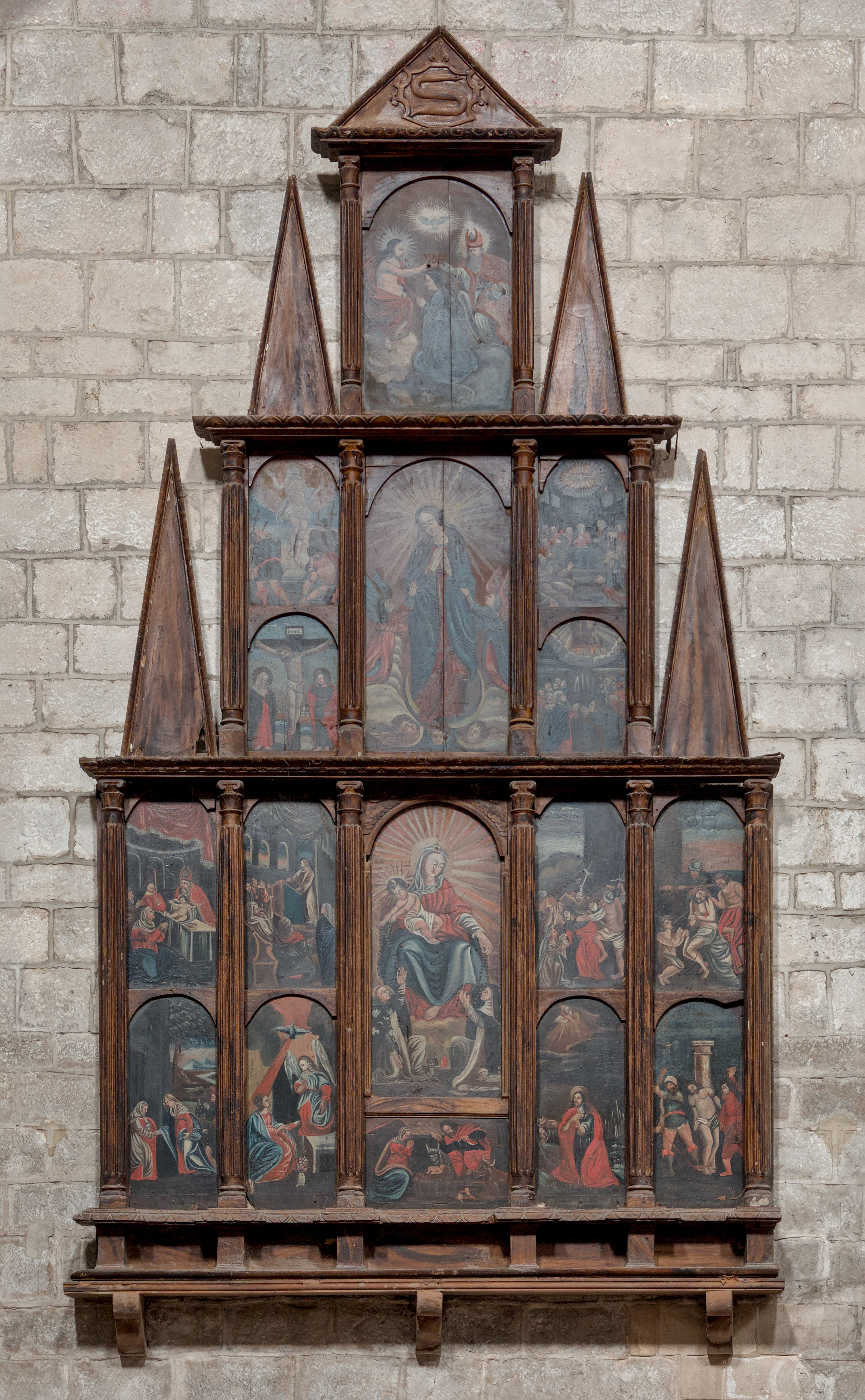
Les Quinze Mystères du Rosaire, polyptyque du XVIe siècle.
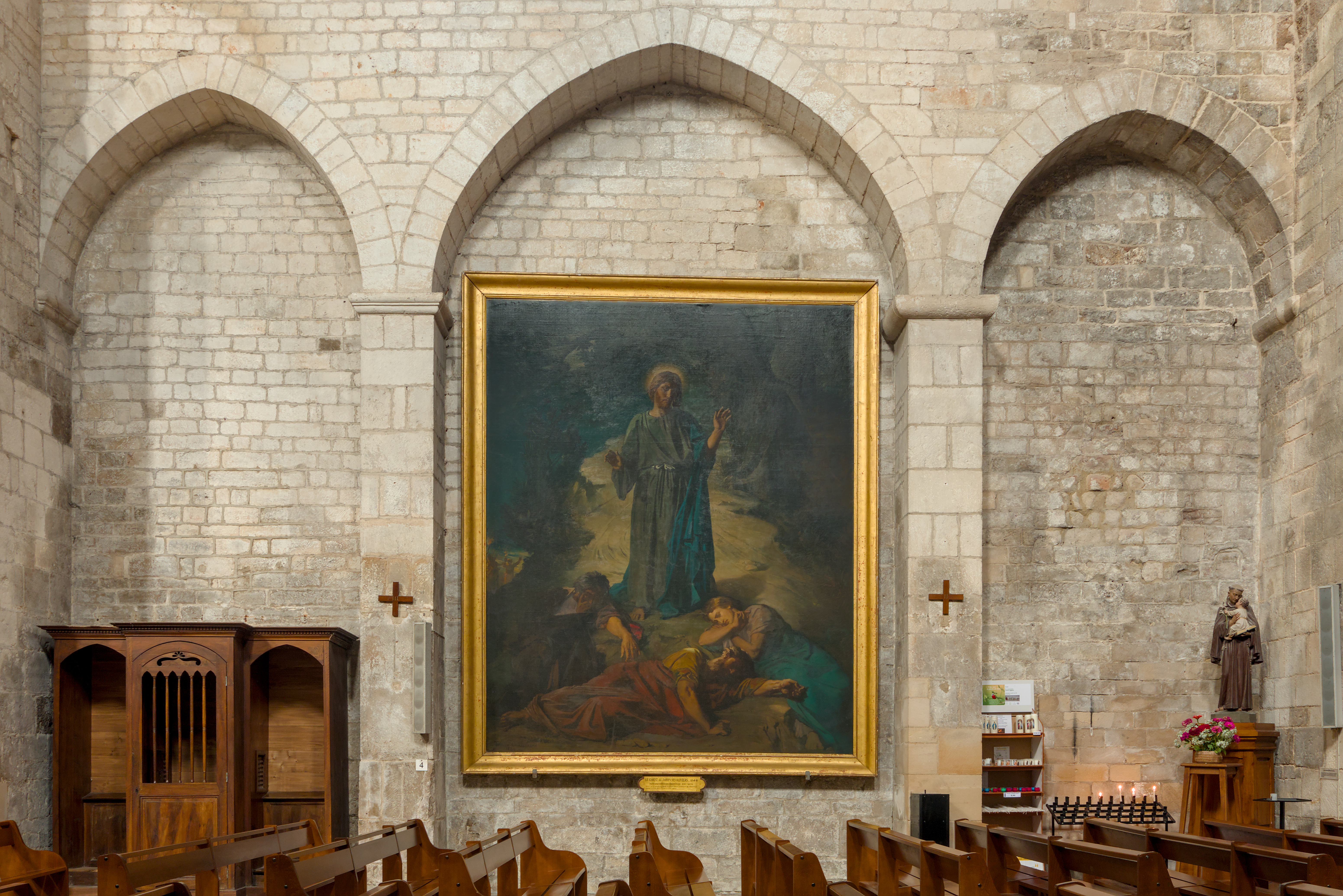
Mur latéral gauche de la nef, où se trouve notamment Le Christ au Mont des Oliviers, œuvre de Théodore Chassériau (1844).
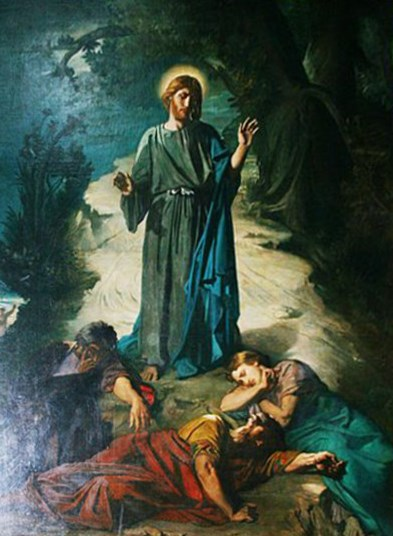
Détail du Christ au Jardin des Oliviers.
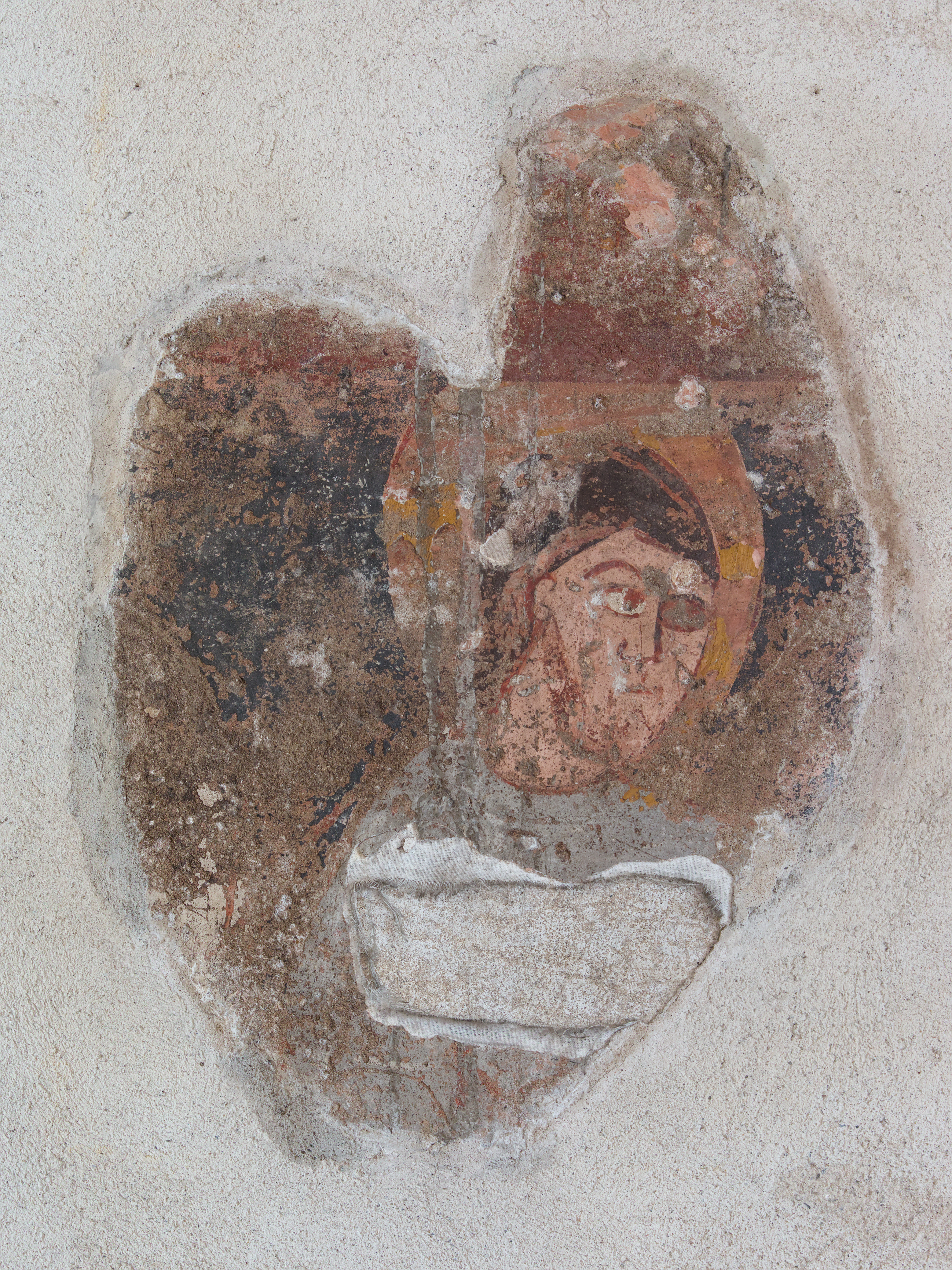
Reste d'une fresque du XIIe siècle dans le narthex.

Le portail roman du XIIe siècle
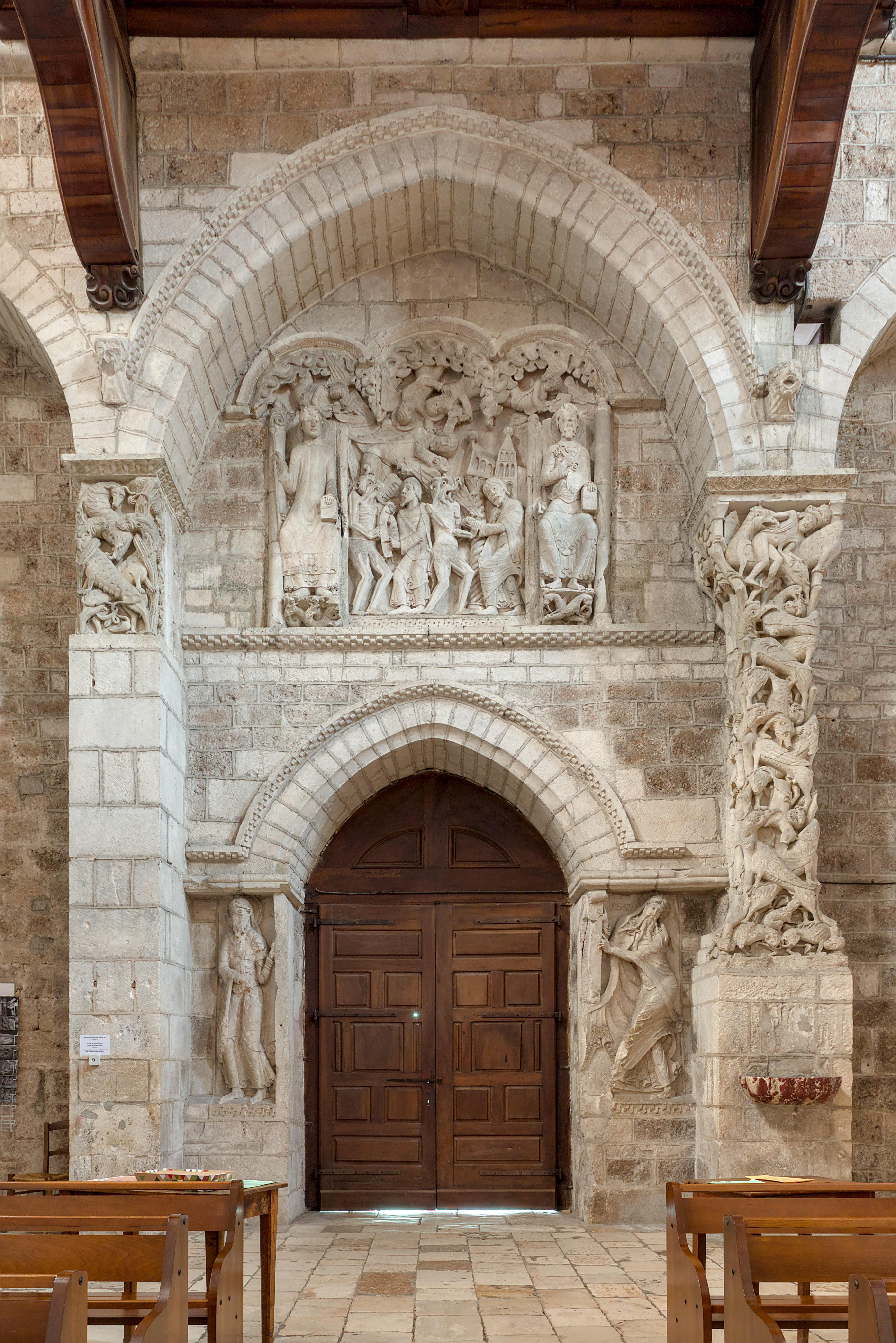
Vue d'ensemble du portail.
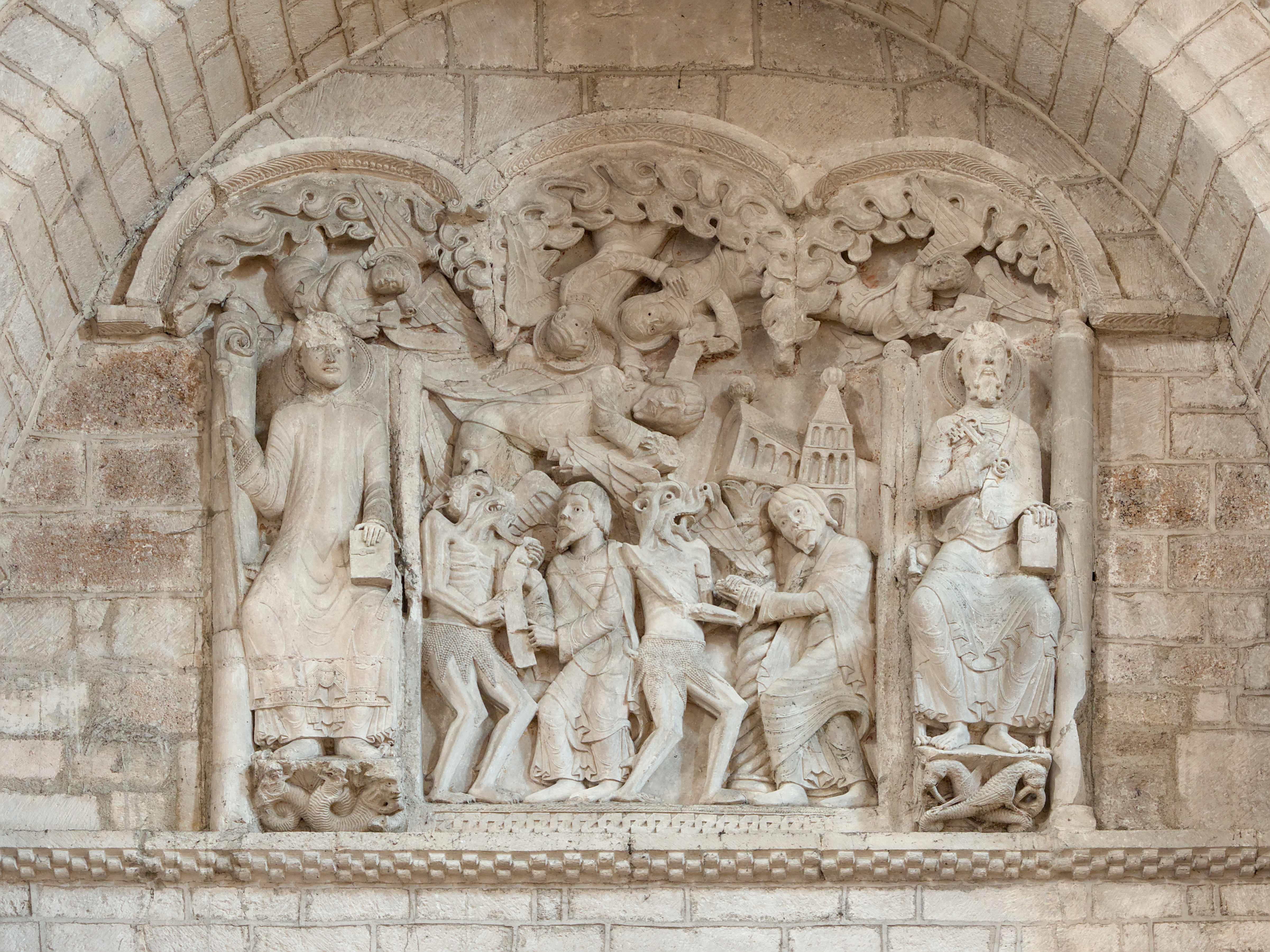
Tympan : Saint Benoît et Saint Pierre entourent le Miracle du moine Théophile.
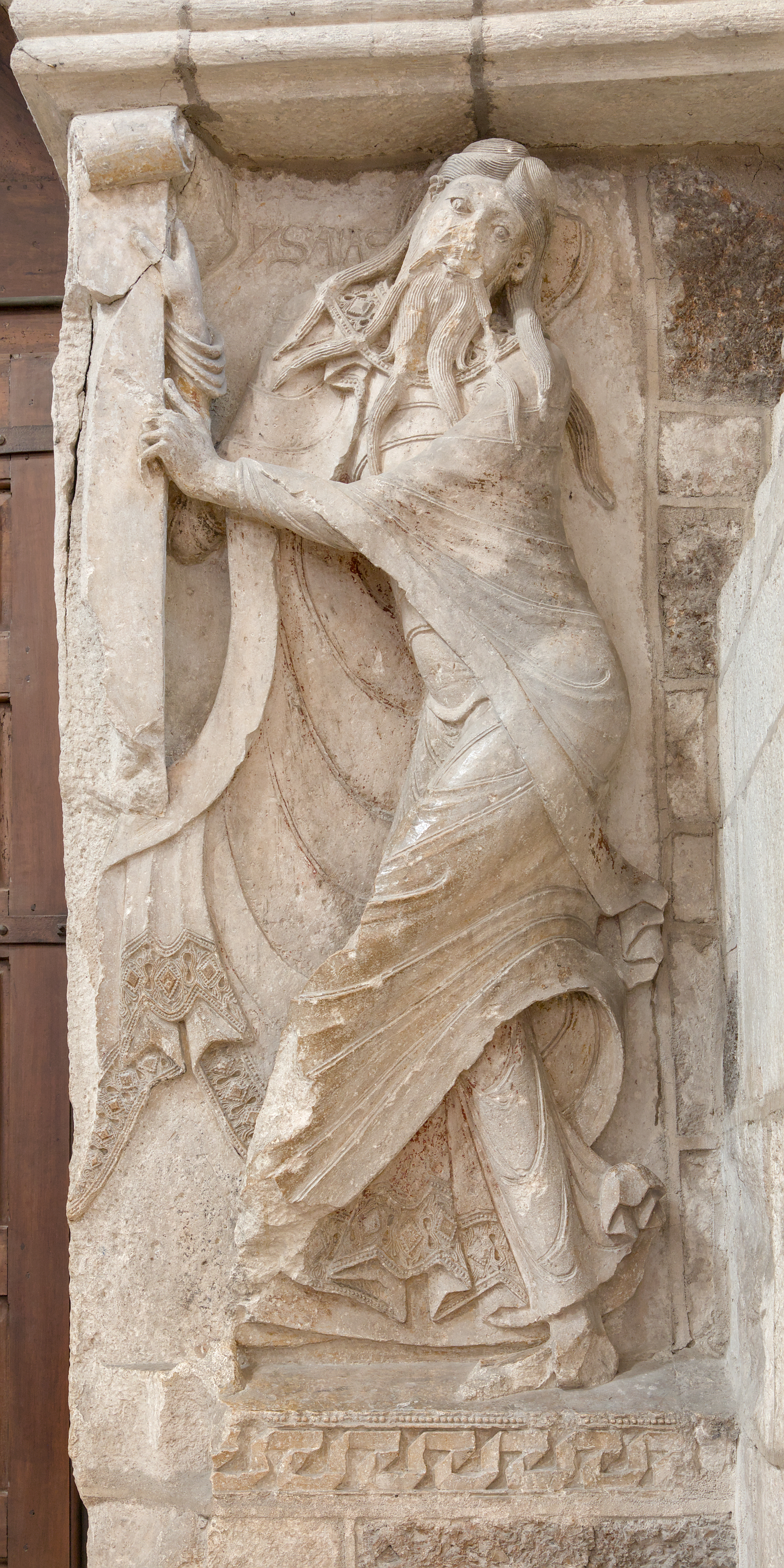
Le prophète Isaïe.
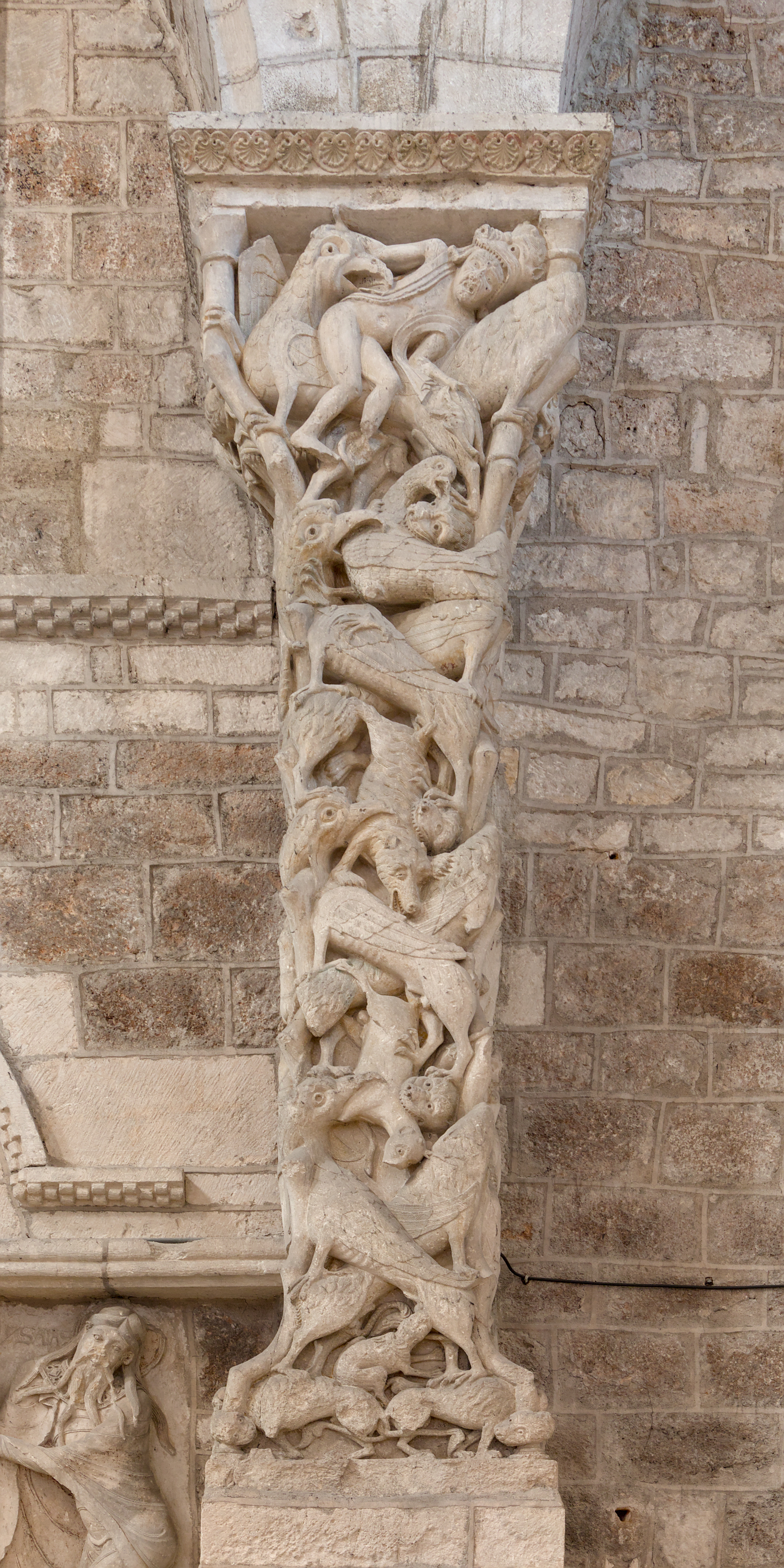
Face centrale du « pilier de Souillac » : monstres infernaux et image du péché.
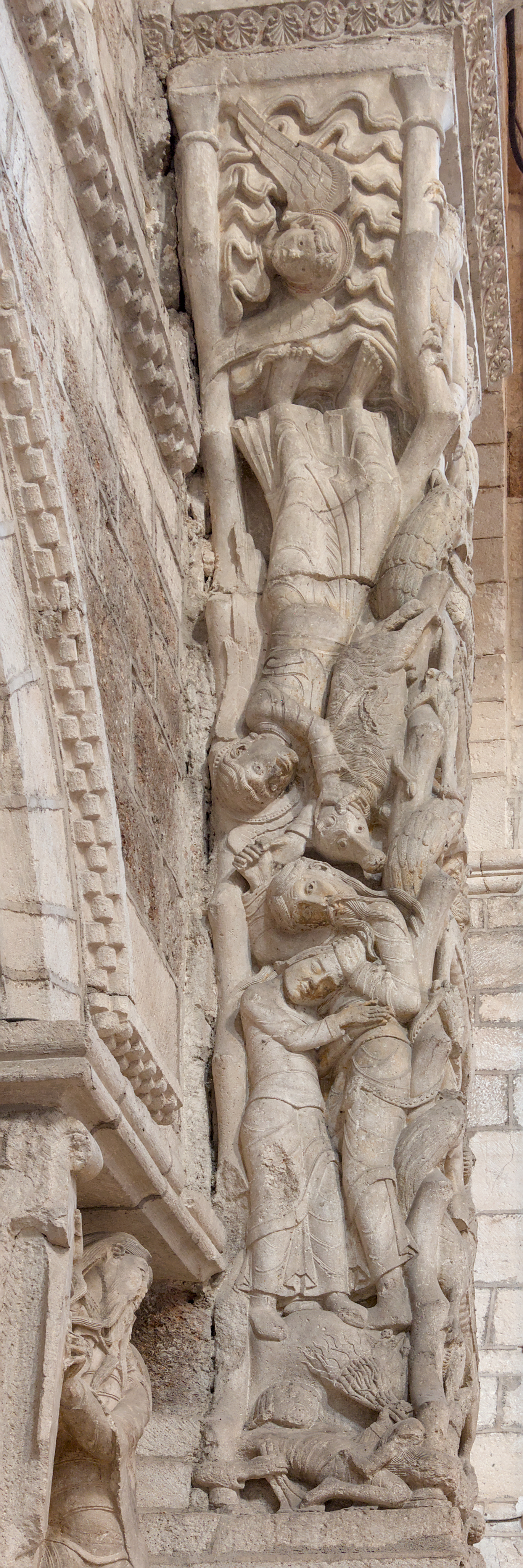
Face gauche du « pilier de Souillac » : le sacrifice d'Isaac..
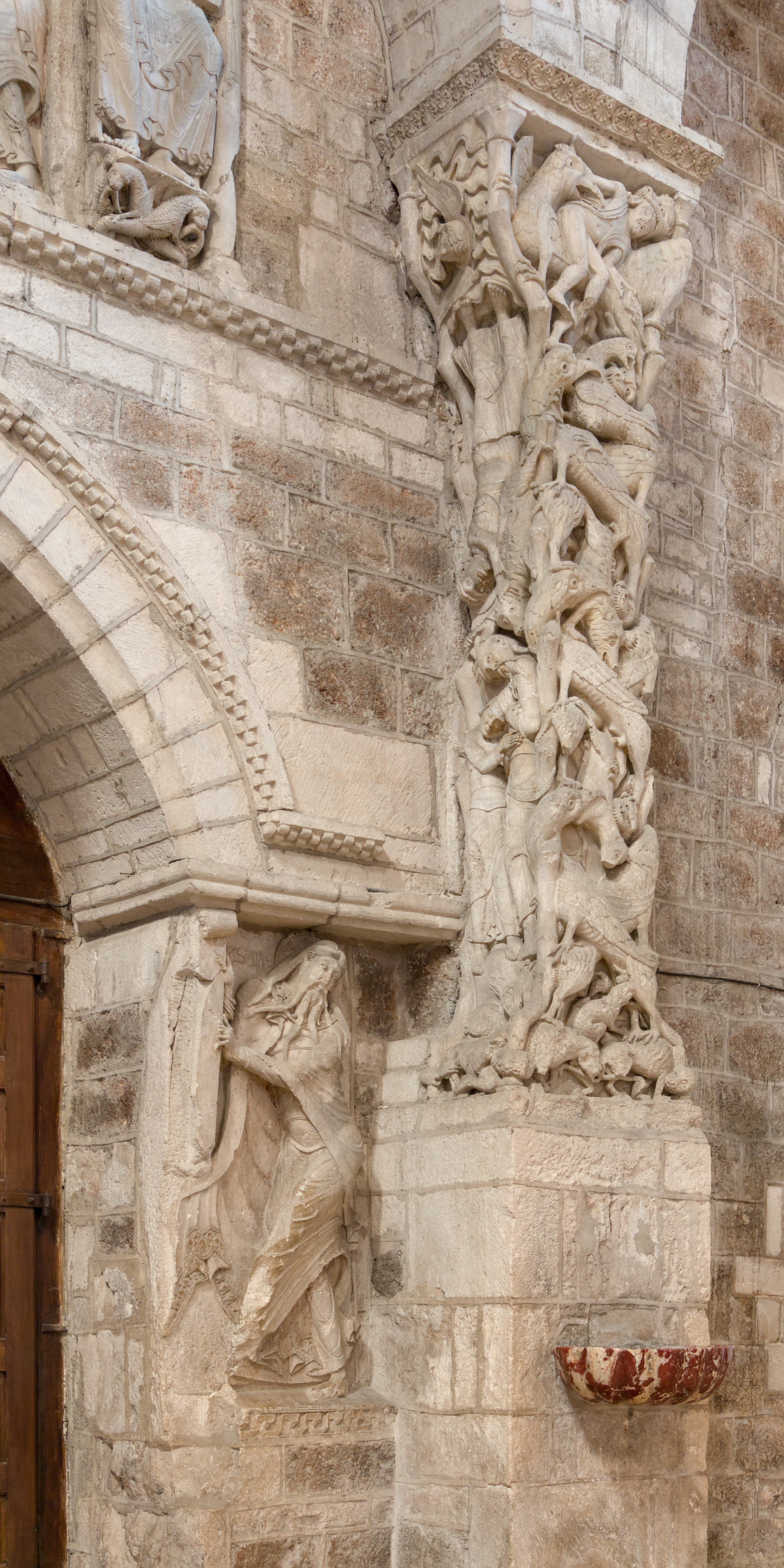
Isaïe et le pilier de Souillac.
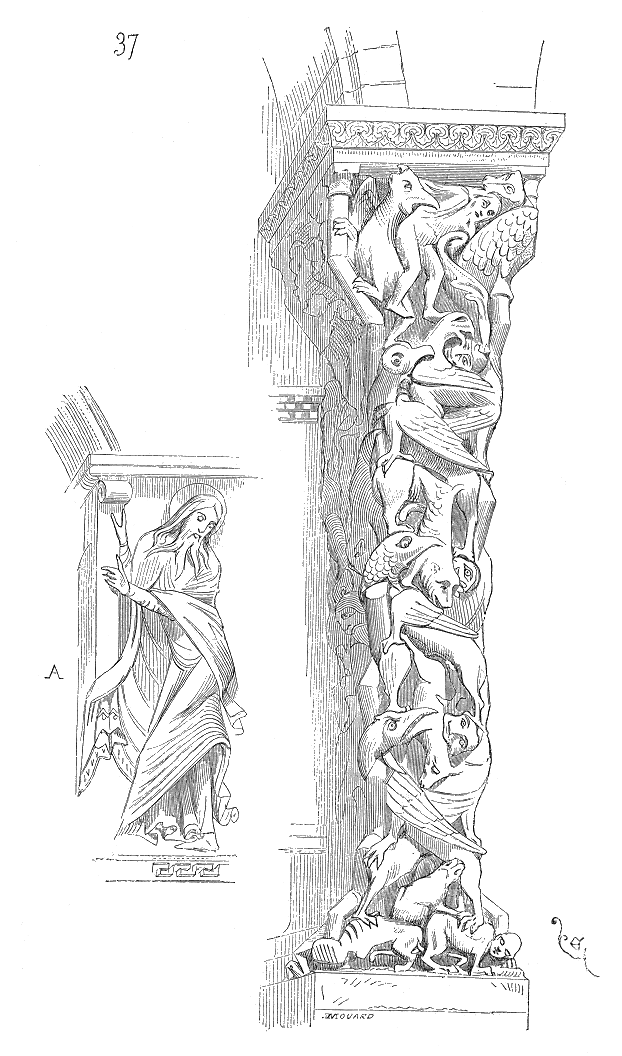
Illustration du pilier de Souillac dans le Dictionnaire raisonné de l'architecture française du XIe au XVIe siècle, par Eugène Viollet-le-Duc, 1856.

## Le grand orgue
L'église abbatiale possède un orgue conçu par Jean-Baptiste Stoltz, daté (à l'intérieur même du buffet) du 1er juillet 1850, et classé le 12 mai 1978 au titre des monuments historiques.
Il est représentatif de la facture d'orgue répondant aux usages de la vie paroissiale de la Restauration, avec les contraintes d'un budget modeste. Il a été restauré en 1988 par le facteur d'orgues Daniel Birouste, de Plaisance dans le Gers, puis a profité d'un relevage à l'automne 2017 grâce à l'action commune des Amis de l'orgue Stoltz de l'abbatiale de Souillac, des Amis d'Alain Chastagnol et de la municipalité.
Idéal pour la musique française du XIXe siècle, quoi que bridé par un pédalier court, l'orgue permet d'interpréter de nombreux répertoires de l'époque baroque à aujourd'hui.
Créée en 2003, sous l'égide de l'abbé Michel Friedrich, l'Heure d'Orgue est une animation estivale autour de cet instrument, organisée par les Amis de l'orgue Stoltz de l'abbatiale de Souillac : chaque année, entre cinq et huit concerts sont organisés, ainsi que des visites commentées. Depuis 2016, L'Heure d'Orgue est devenue une action culturelle de l'Association Les Amis d'Alain Chastagnol, association qui promeut la restauration et la valorisation de l'édifice.

### Liste des titulaires
Christophe Loiseleur des Longchamps, compositeur et chef de chœur, en est l'organiste titulaire depuis 1991.

### Descriptif
L'orgue surmonte les sculptures du célèbre tympan roman. Il est posé sur une console en noyer soutenue par deux grandes volutes. Le buffet, d'époque Restauration, est en noyer et les tuyaux en étain poli. La façade se compose de trois tourelles sur consoles godronnées et de deux plates-faces exposant la Montre.
| I. Grand Orgue | II. Récit expressif                                                       | Pédale                                                                                         |
| --- | ------------------------------------------------------------------------- | ---------------------------------------------------------------------------------------------- |
| Bourdon 16 Bourdon 8 Salicional 8 Montre 8 Prestant 4 Nazard 2 2/3 Doublette 2 Plein-jeu Cornet Trompette 8 Clairon 4 | Bourdon 8 Flûte 8 Flûte harmonique 8 Prestant 4 Cor anglais 16 Hautbois 8 | en tirasse permanente Cuillère d'expression Cuillère appel d'anches Cuillère accouplement I-II |